# Мэхонгсон

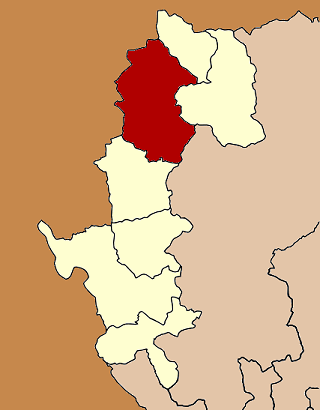
Мэхонсон на карте провинции

Мэхонгсон или Маэхонгсон(แม่ฮ่องสอน) — город в Таиланде, центр провинции Мэхонгсон, находится в северо-западной части страны на границе с Бирмой. Население около 55 тыс. человек (2005). Город находится на высоте 300 м над уровнем моря у подножия гор высотой 1500 м. В окрестности города находятся джунгли, в дождливый сезон ранее джунгли были труднопроходимы, и до 1973 в сезон дождей до города можно было добраться только самолётом. При городе имеется аэропорт.

## Экономика
В городе развита торговля с соседней Бирмой через границу, при этом власти не могут контролировать весь поток товаров. В последнее время город стал популярным среди туристов.
Провинция соседствует с Золотым Треугольником, районом, где ранее массово выращивались наркотики.

## История
Город известен со времён царства Ланна, территория являлась постоянным предметом споров между Бирмой и Таиландом.

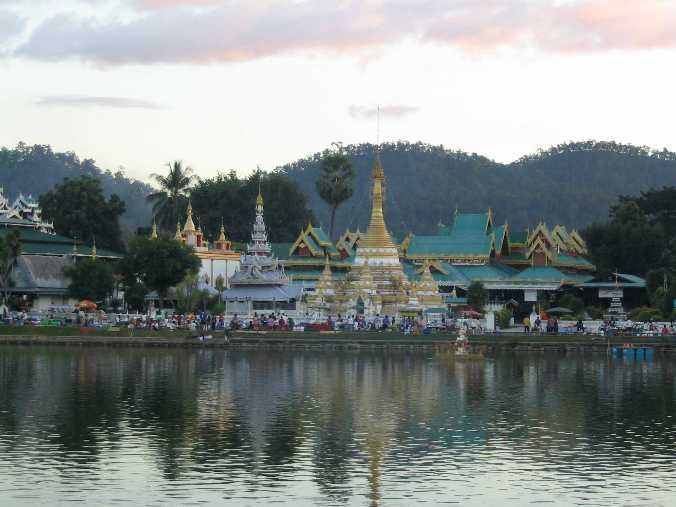
Храмы Ват Чонгкхам и Ват Чонгкланг

## Достопримечательности
- Ват Чонгкхам, Ват Чонгкланг — два буддийских храма на озере, построенные в бирманском стиле.
- Дой Конгму — гора с храмом на вершине с живописным видом на город и окрестности, на вершине стоят два громадных каменных льва.
- Национальный парк На́мток-Мэ́сурин площадью 397 км².
- Национальный парк Ме́нау на одноимённой реке
- Национальный парк Са́ла-Вин площадью 721 км²
- Национальный парк Тхампла́-Пхасы́а − площадью 488 км²